# Бартенев, Дмитрий Леонидович
Дмитрий Леонидович Бартенев (род. 8 марта 1969) — советский и российский легкоатлет, специалист по бегу на короткие дистанции. Выступал за сборные СССР и России по лёгкой атлетике в 1980-х и 1990-х годах, обладатель бронзовой медали чемпионата мира среди юниоров, чемпион России, многократный призёр первенств всесоюзного и всероссийского значения, участник чемпионата мира в Токио. Представлял Москву и физкультурно-спортивное общество «Динамо».

## Биография
Дмитрий Бартенев родился 8 марта 1969 года. Сын известного советского спринтера Леонида Бертенева, серебряного призёра двух Олимпийских игр.
Занимался лёгкой атлетикой в Москве, выступал за всесоюзное физкультурно-спортивное общество «Динамо».
Впервые заявил о себе на международном уровне в сезоне 1986 года, когда вошёл в состав советской сборной и выступил в эстафете 4 × 100 метров на Играх доброй воли в Москве, где стал серебряным призёром. Позднее в той же дисциплине стартовал на юниорском мировом первенстве в Афинах.
В 1987 году бежал 200 метров и эстафету 4 × 100 метров на юниорском европейском первенстве в Бирмингеме.
В 1988 году на юниорском мировом первенстве в Садбери завоевал бронзовую награду в беге на 200 метров и стал пятым в эстафете 4 × 100 метров.
В 1990 году в дисциплине 200 метров выиграл серебряную медаль на зимнем чемпионате СССР в Челябинске и бронзовую медаль на летнем чемпионате СССР в Киеве.
В 1991 году в 200-метровой дисциплине взял бронзу на зимнем чемпионате СССР в Волгограде, одержал победу на международном старте в Германии, получил серебро на чемпионате страны в рамках X летней Спартакиады народов СССР в Киеве. Благодаря череде удачных выступлений удостоился права защищать честь страны на чемпионате мира в Токио, где в той же дисциплине остановился на стадии четвертьфиналов.
В 1993 году был лучшим в беге на 60 метров на соревнованиях в Липецке, тогда как на чемпионате России в Москве с московской командой победил в эстафете 4 × 100 метров.
В 1994 году в беге на 200 метров стал серебряным призёром на зимнем чемпионате России в Липецке.
В 1995 году на зимнем чемпионате России в Волгограде стал бронзовым призёром на дистанции 60 метров и превзошёл всех соперников на дистанции 200 метров.
В 1996 году в 200-метровом беге занял пятое место на турнире «Русская зима» в Москве и Мемориале братьев Знаменских в Москве. По окончании сезона завершил спортивную карьеру.